# Francisco del Villar
Francisco del Villar (n. 1920-m. 1 de septiembre de 1978) fue un director de cine mexicano, productor y guionista. Dirigió 22 películas, 13 largometrajes y 9 cortos y cortos documentales, entre 1952 y 1975. Su película El tejedor de milagros fue seleccionada para participar en la edición 12 del Festival Internacional de Cine de Berlín.
Durante su carrera se destacó porque en la mayoría de sus películas trabajó al lado de renombrados guionistas, como Josefina Vicens o Vicente Leñero o adaptó obras literarias de importantes escritores, como José Revueltas.

## Filmografía selecta
- El tejedor de milagros (1962) dirigió y trabajó en el guion junto al escritor Emilio Carballido basándose en la obra homónima de Hugo Argüelles.
- Los cuervos están de luto (1965) basada en la obra teatral de Hugo Argüelles.
- Domingo salvaje (1967) dirigió y trabajó en el guion junto al escritor Emilio Carballido basándose en la novela Savage Holiday del escritor estadounidense Richard Wright.
- Los ángeles de Puebla (1968) argumento de Adolfo Torres Portillo y Fernando Galiana, fotografía de Gabriel Figueroa
- Las pirañas aman en cuaresma (1969) dirigió y trabajó en el guion junto al escritor Hugo Argüelles.
- La primavera de los escorpiones (1971) dirigió y colaboró en el guion junto al escritor Hugo Argüelles.
- El monasterio de los buitres (1973) dirigió el guion basado en la obra Pueblo rechazado de Vicente Leñero.
- Los perros de Dios (1974) dirigió el guion original de la escritora Josefina Vicens.
- El llanto de la tortuga (1975) dirigió y además trabajó en el guion junto al escritor y periodista Vicente Leñero.
- El lugar sin límites (1978) exclusivamente como productor.
- La viuda negra (1978) exclusivamente como guionista.

## Premios
Festival Internacional de Cine de San Sebastián
| Año  | Categoría                       | Trabajo nominado | Resultado |
| ---- | ------------------------------- | ---------------- | --------- |
| 1957 | Concha de Plata al cortometraje | Mundo ajeno      | Ganador   |